# Momo Kodama
Momo Kodama (1972) es una pianista clásica japonesa. Nació en Osaka pero creció en Europa, atendió al Conservatorio Nacional de Música de París junto con su hermana mayor Mari Kodama. Hizo su debut en 1991 con la Orquesta Sinfónica de Berkley y fue la ganadora más joven del Concurso Internacional de Piano en Múnich a la edad de 19. Desde entonces ha estado con varias orquestas y participado en festivales culturales en Europa y América Latina. En total, ha hecho 6 álbumes. 

## Primeros años
Kodama nació en Osaka, Japón, pero vivió sus primeros años en Europa junto a su familia que se mudó desde 1973, atendiendo a la escuela en Alemania.  Empezó a tocar el piano a la edad de 3 años y como su hermana mayor Mari, hizo sus estudios profesionales en el Conservatorio Nacional de Música de París a los 13 años.   Kodama estudió con Murray Perahia, András Schiff, Vera Gornostayeva y Tatiana Nikolayeva.

## Carrera
Kodama hizo su debut en 1991 con la Orquesta Sinfónica de Berkley, y desde entonces ha presentado con Berlin Philharmonic, Boston Symphony Orchestra, Bayerisches Staatsorchester, NHK Symphony Orchestra, NDR Hamburg, Orchestre de Chambre de Paris, Orchestra Philharmonique de Monte-Carlo y la Royal Liverpool Philharmonic Orchestra.
Ella ha colaborado con violinistas como Christian Tetzlaff, Renaud Capuçon, Augustin Dumay; chelistas como Mario Brunello, Steven Isserlis y Christian-Pierre La Marca, su hermana, pianista Mari Kodama; y el clarinetista Jörg Widmann.
Kodama también ha aparecido en varios festivales culturales como el Marlboro en los Estados Unidos,  Verbier en  Suiza; La Roque d’Anthéron y Festival d’Automne en Francia, Festival Enesco en Rumanía, Festival Tivoli en Dinamarca,  Settembre Music en Italia,  y Schleswig-Holstein en Alemania. También ha participado en el Festival Beethoven en Colombia en el 2013, y con su hermana Mari en el  Festival Internacional Cervantino en México en el 2014.
Su primer gran logro fue obtener el primer lugar en el  Concours International d’Epinal en el año 1987. Kodomo fue la ganadora más joven en el Concurso Internacional de Piano en Múnich a la edad de 19. Después ganó en 1999 el premio International Terence Judd en Inglaterra, y en 2011 el premio Saji Keizo de la Fundación Suntory .

## Vida artística
Su repertorio es en su mayoría francés y japonés, especializándose en composiciones más modernas (del siglo XX y contemporáneo). Compositores incluyen a Toru Takemitsu, Ichiro Nodaïra, Toshio Hosokawa, Olivier Messiaen y Jörg Widmann.
El estilo con que toca el piano ha sido declarado como “cristalino”  por Philip Kennicott,  Ella es una "fastidiosa" pianista nata cuando se trata de texturas y transparencia. Su ocasional redescubrimiento de la tranquilidad fue refrescante, y trajo de vuelta esos momentos extraños cuando Tchaikovsky dijo dos cosas al mismo tiempo, en lugar de una sola de manera insistente. Parece haber trabajo inteligente allí. (Original del inglés: She’s a natty player fastidious when it comes to textures and transparency. Her occasional re-discovery of quietness was refreshing, and she bought out those rare moments when Tchaikovsky says two things at once rather than one thing very insistently. There seems to be intelligence at work).

## Presentaciones
- La Valée des Cloches (2012)
- Catalogue d'oiseaux (2009)
- A Night of Rhythm and Dance: en vivo desde Waldbühne, Berlin (2006) con Susan Graham, Mari Kodama, Eitetsu Hayashi, Kent Nagano (conducida por Berlin Philharmonic)
- Vingt Regards Sur L’enfant-Jesus (2005)
- Chopin Piano Works (2003)
- Debussy Impressions (2002)